# Rétroprojecteur
Pour les articles homonymes, voir Rétroprojecteur (homonymie).

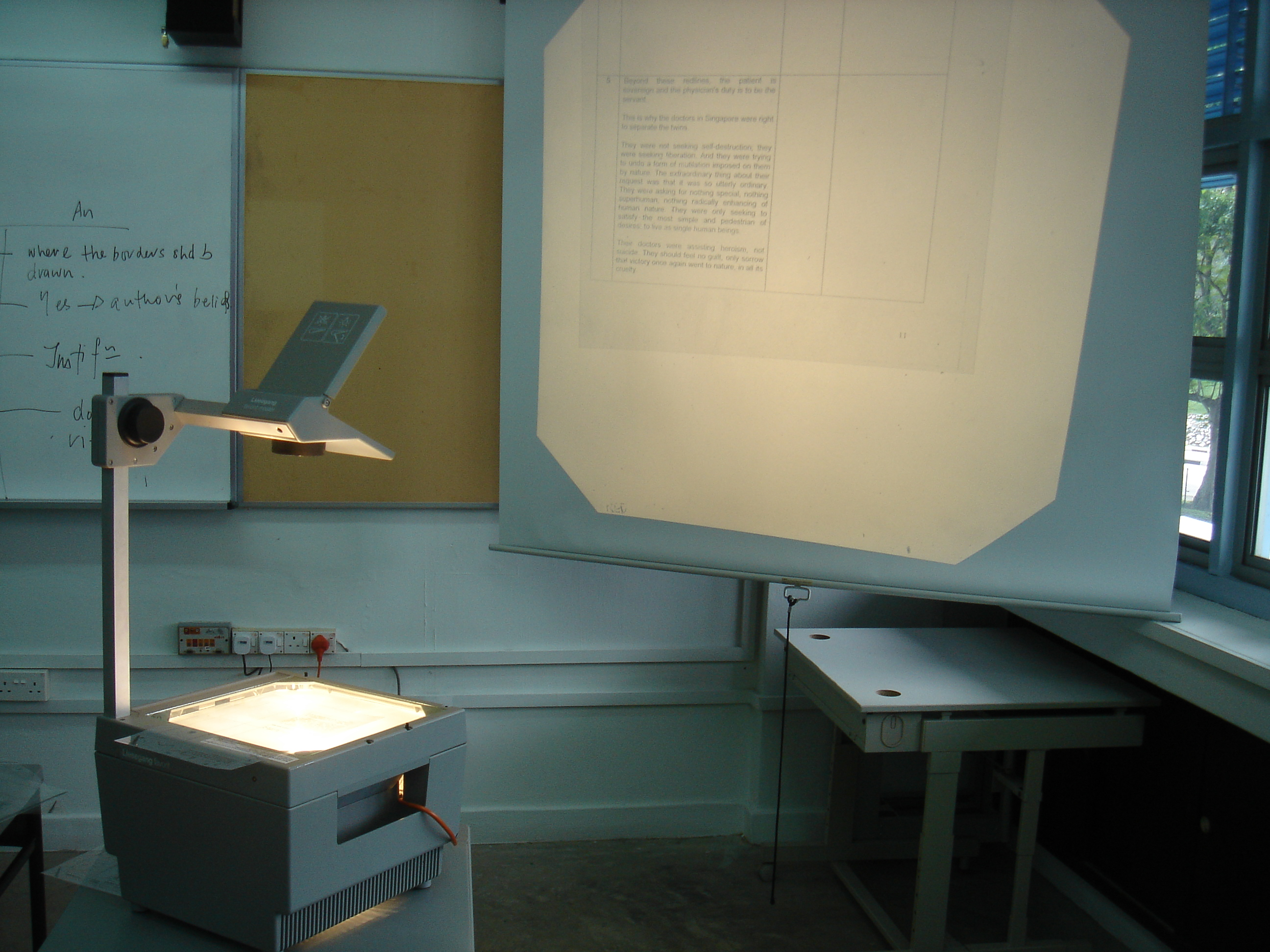
Rétroprojecteur

Schéma de fonctionnement d'un rétroprojecteur.

Un rétroprojecteur ou diascope est un dispositif qui permet de projeter sur un mur ou un écran des documents ou images réalisées sur des supports transparents.
Le terme rétroprojecteur est également employé pour désigner un type de téléviseur à rétro-projection.

## Histoire

### Débuts

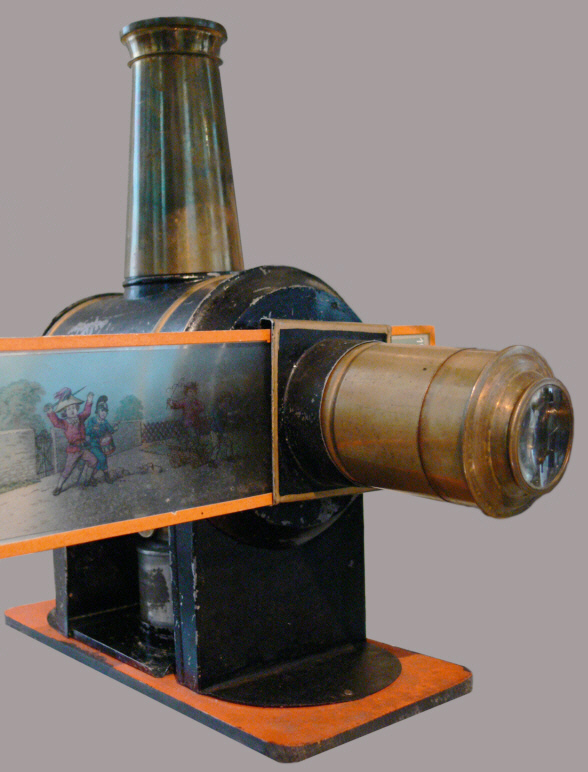
La lanterne magique est l'ancêtre du rétroprojecteur.

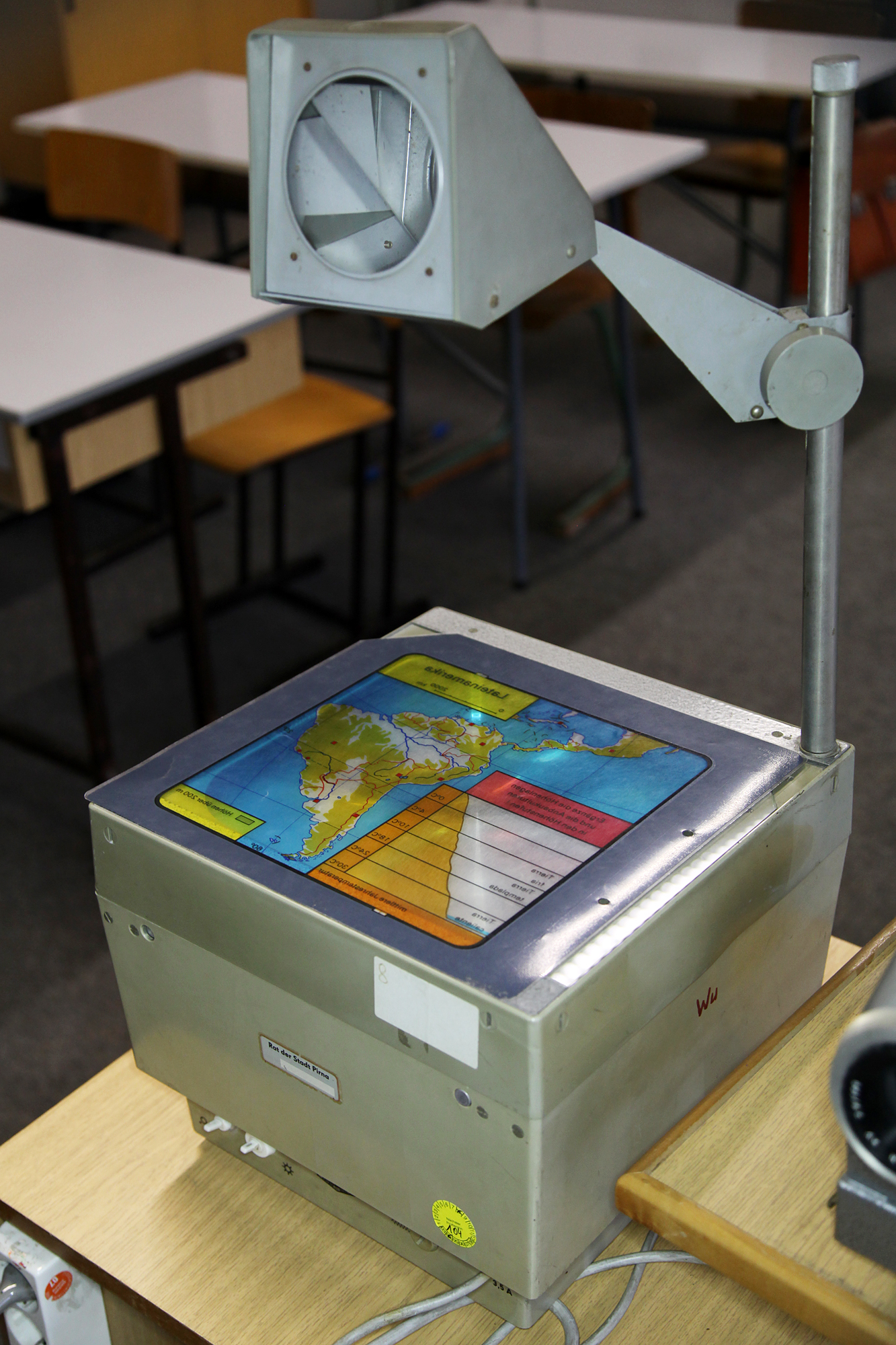
Un transparent avec une carte de l'Amérique latine en couleurs, sur un rétroprojecteur de la République démocratique allemande.

L'invention du rétroprojecteur remonte au XVIIe siècle avec la lanterne magique, un dispositif avec une source lumineuse entourée par un miroir qui dirige la lumière à travers un papier huilé ou du verre, permettant ainsi de projeter une image sur un mur. Au cours du XIXe siècle, des dispositifs similaires sont inventés en Europe et aux États-Unis, avec notamment la possibilité d'utiliser une image posée horizontalement.
À la fin des années 1930, une entreprise américaine de Chicago commercialise le Tel-E-Score, un rétroprojecteur pour montrer aux joueurs de bowling leur score projeté au-dessus des allées.

### Massification
L'usage des rétroprojecteurs et des transparents se généralise ensuite au sein de l'armée américaine dans les années 1940 pour pouvoir former rapidement les soldats. L'appareil devient peu à peu un standard dans l'enseignement, de même que le tableau noir un siècle auparavant. Les transparents en plastique remplacent ceux en verre utilisés jusque-là, ce qui permet aux enseignants d'écrire et d'effacer directement sur les transparents.
Le rétroprojecteur est décrit comme une invention technologique aussi importante que le tableau noir pour l'enseignement au XXe siècle.
Le rétroprojecteur arrive en France sous le nom d'omniscope ou rétroscripteur, avec le plan Marshall. il est utilisé dans l'enseignement, notamment en géographie (projection de croquis ou de schémas). Aux États-Unis, plusieurs lois prévoient un budget alloué aux écoles pour acquérir ces projecteurs. Pendant plusieurs décennies, ces appareils sont massivement utilisés dans les salles de classe et de formation, notamment en raison de leur faible coût et de leur flexibilité. En 1975, 50 000 rétroprojecteurs sont vendus aux États-Unis ; ce chiffre monte à 120 000 dix ans plus tard.
Dans les années 1970, un transparent résistant à la chaleur d'un photocopieur est inventé. Cela permet d'imprimer du texte sur un transparent en plastique et ainsi de transformer n'importe quel document papier en version projetable. L'utilisation de transparents pour animer un cours, une conférence ou une présentation devant du public a inspiré Whitfield Diffie du laboratoire Bell-Northern Research (en) de Mountain View en Californie. En 1981, il crée un programme permettant d'ajouter, via un ordinateur et une imprimante, du texte et des commentaires sur une feuille qui sont ensuite transférés sur une diapositive de 35 mm. Ses collègues utilisent le même procédé, mais photocopient les feuilles imprimées sur des transparents pour les projeter lors de leurs présentations. Bob Gaskins, un collègue de Diffie, s'inspire de cette technique pour inventer le logiciel PowerPoint.

### Déclin
Un ouvrage de 2008 note que l'usage des transparents et du rétroprojecteur est parfois perçu comme low tech face aux diaporamas (par exemple les présentations PowerPoint). Au XXIe siècle, le rétroprojecteur est peu à peu devenu technologiquement obsolète face à l'utilisation croissante d'ordinateurs, de caméras, et tend à être remplacé par le vidéoprojecteur. Les rétroprojecteurs et les transparents sont toutefois toujours utilisés dans les écoles n'ayant pas les moyens financiers d'acquérir des vidéoprojecteurs.

## Dans la culture
Une chanson de 2008 du groupe autrichien Monochrom évoque ce média : « Rétroprojo, tu nous as rendu fou, t'étais pas si mal, après tout/ [...] C'est fini, maintenant tu es un défunt média, qu'on recherche sur Wikipédia/ Pas même les collectionneurs ne se soucient de toi/ Mais dans ce monde de Powerpoint, tu me manques, mon vieux copain ».
Plusieurs artistes utilisent également les transparents dans un but artistique et créatif, notamment pour des spectacles.